# Nautilocalyx porphyrotrichus
Nautilocalyx porphyrotrichus är en tvåhjärtbladig växtart som först beskrevs av Leeuwenb., och fick sitt nu gällande namn av Wiehler. Nautilocalyx porphyrotrichus ingår i släktet Nautilocalyx och familjen Gesneriaceae. Inga underarter finns listade i Catalogue of Life.